# Grand Prix-wegrace van Duitsland 1967
De Grand Prix-wegrace van Duitsland 1967 was de tweede Grand Prix van het wereldkampioenschap wegrace in het seizoen 1967. De races werden verreden op 7 mei 1967 op de Hockenheimring nabij Hockenheim. Alle klassen kwamen aan de start. Voor de 350cc-klasse en de 500cc-klasse was het de opening van het seizoen.

## Algemeen
De Duitse Grand Prix werd onder zonnige omstandigheden verreden. Voor aanvang van de wedstrijden reden
Geoff Duke, Wilhelm Herz, Schorsch Meier en HP Müller een paar ererondjes met hun oude machines. Bill Ivy reed in twee klassen de snelste ronde, maar haalde de finish niet.

## 500cc-klasse
Mike Hailwood ging lang aan de leiding in de openingsrace in Duitsland. Zijn voorsprong werd zó groot dat het publiek al naar huis begon te gaan. In de 23e ronde draaide de krukas van de Honda RC 181 kapot en daardoor kon Giacomo Agostini de overwinning pakken. Die stopte drie ronden voor het einde bij de pit, waardoor opnieuw enige sensatie ontstond. Agostini had echter alle tijd en ging voor de zekerheid tanken. Hij had bij de finish nog een ronde voorsprong op Peter Williams die met een Arter-Matchless tweede werd, en dat op een bijna 6,8 km lang circuit. Jack Findlay werd met een Matchless derde. Rob Fitton werd vierde met een Norton. Dat was een troostvolle afsluiting van zijn dag, die begonnen was toen hij met zijn bestelbus onderweg naar het circuit door een toeschouwer geramd was. Fitton was op het circuit gearriveerd getrokken door een politie-auto.
| Pos | Coureur          | Merk            | Tijd      | Punten |
| --- | ---------------- | --------------- | --------- | ------ |
| 1   | Giacomo Agostini | MV Agusta       | 1:07"22'1 | 8      |
| 2   | Peter Williams   | Arter-Matchless | +1 ronde  | 6      |
| 3   | Jack Findlay     | Matchless       | +2 ronden | 4      |
| 4   | Rob Fitton       | Norton          | +2 ronden | 3      |
| 5   | Billie Nelson    | Norton          | +2 ronden | 2      |
| 6   | Griff Jenkins    | Norton          | +2 ronden | 1      |
| 7   | Chris Conn       | Norton          |           |        |
| 8   | Mike Duff        | Matchless       |           |        |
| 9   | Hartmut Allner   | BMW             |           |        |
| 10  | Walter Scheimann | Norton          |           |        |
| 11  | Armand Nerger    | Honda           |           |        |
| 12  | Dietmar Völmle   | Norton          |           |        |
| 13  | Fritjof Eccarius | Matchless       |           |        |
| 14  | György Kurucz    | Matchless       |           |        |
| 15  | Bosse Granath    | Matchless       |           |        |
| 16  | John Cooper      | Norton          |           |        |

| Coureur          | Merk             | Oorzaak |
| ---------------- | ---------------- | ------- |
| Edy Lenz         | Matchless        |         |
| John Dodds       | Norton           |         |
| Kel Carruthers   | Métisse-Norton   |         |
| Malcolm Stanton  | Norton           |         |
| Stuart Morin     | Norton           |         |
| Gyula Marsovszky | Matchless        |         |
| Heiner Butz      | Bianchi          |         |
| Karl Hoppe       | Matchless        |         |
| Chris Conn       | Norton           |         |
| Fred Stevens     | Hannah-Paton     |         |
| Joe Dunphy       | Norton           |         |
| John Blanchard   | Seeley-Matchless |         |
| Mike Hailwood    | Honda            | Krukas  |
| Rodney Gould     | Norton           |         |
| Ron Chandler     | Matchless        |         |

| Coureur            | Merk              | Oorzaak |
| ------------------ | ----------------- | ------- |
| Ivor Lloyd         | Matchless         | [ 1 ]   |
| Dan Shorey         | Norton            |         |
| Derek Minter       | Norton            |         |
| Griff Jenkins      | Norton            |         |
| John Hartle        | Métisse-Matchless |         |
| Maurice Hawthorne  | Norton            |         |
| Steve Spencer      | Norton            |         |
| Angelo Bergamonti  | Hannah-Paton      |         |
| Giuseppe Mandolini | Moto Guzzi        | [ 2 ]   |
| Johnny Rockett     | Norton            | [ 1 ]   |
| Andreas Georgeades | Velocette         | [ 1 ]   |

### Top zes tussenstand 500cc-klasse
Conform wedstrijduitslag

## 350cc-klasse
In de 250cc-klasse was Mike Hailwood al in Spanje en Duitsland uitgevallen, maar de Duitse 350cc-Grand Prix won hij onbedreigd met de Honda RC 174. Giacomo Agostini verloor bijna een minuut met zijn MV Agusta 350 3C en Renzo Pasolini werd met de viercilinder Benelli derde. De Benelli deed het niet slecht: Agostini had bijna twee ronden nodig om Pasolini te passeren.

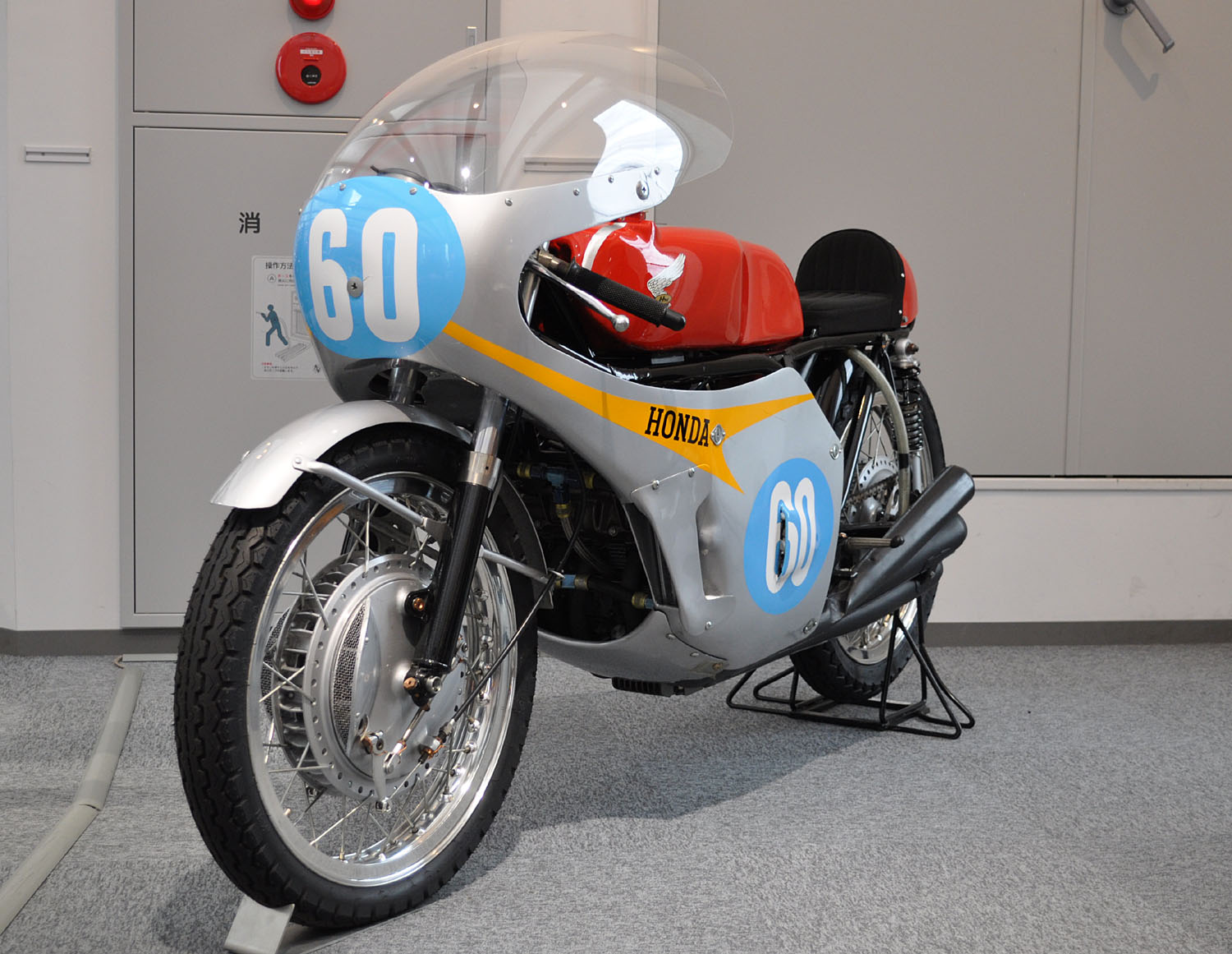
Honda RC 174

| Pos | Coureur          | Merk      | Tijd      | Punten |
| --- | ---------------- | --------- | --------- | ------ |
| 1   | Mike Hailwood    | Honda     | 52"11'5   | 8      |
| 2   | Giacomo Agostini | MV Agusta | +54'3     | 6      |
| 3   | Renzo Pasolini   | Benelli   | +1"30'1   | 4      |
| 4   | Alberto Pagani   | Aermacchi | +2 ronden | 3      |
| 5   | Kel Carruthers   | Aermacchi | +2 ronden | 2      |
| 6   | Gilberto Milani  | Aermacchi | +2 ronden | 1      |

| Coureur           | Merk         |
| ----------------- | ------------ |
| Bohumil Staša     | Jawa         |
| Gustav Havel      | CZ           |
| Heinz Rosner      | MZ           |
| Brian Steenson    | Aermacchi    |
| Chris Conn        | Norton       |
| Dan Shorey        | Norton       |
| Derek Woodman     | MZ           |
| Fred Stevens      | Hannah-Paton |
| Ian McGregor      | Norton       |
| Ralph Bryans      | Honda        |
| Silvio Grassetti  | Benelli      |
| Masahiro Wada     | Yamaha       |
| Shigeyoshi Mimuro | Yamaha       |
| Toshimi Yorino    | Honda        |

### Top zes tussenstand 350cc-klasse
Conform wedstrijduitslag

## 250cc-klasse
Van de 34 starters in de 250cc-klasse van de Duitse Grand Prix kwamen er slechts 10 aan de finish. Bij de uitvallers hoorden opnieuw Mike Hailwood en Bill Ivy. Phil Read ging goed van start, maar moest in de pit een bougie vervangen en daarna op jacht gaan naar Ralph Bryans. Die haalde hij niet meer in, maar hij wist wel nog tweede te worden. Met een ronde achterstand werd Heinz Rosner (MZ) derde. In zijn jacht op Bryans reed Read drie seconden per ronde sneller, tot Hailwood, inmiddels langs de kant dankzij een onwillige ontsteking, een zelf geschilderd bord omhoog stak waarop Bryans werd gemaand zijn machine tot 18.000 tpm door te trekken.

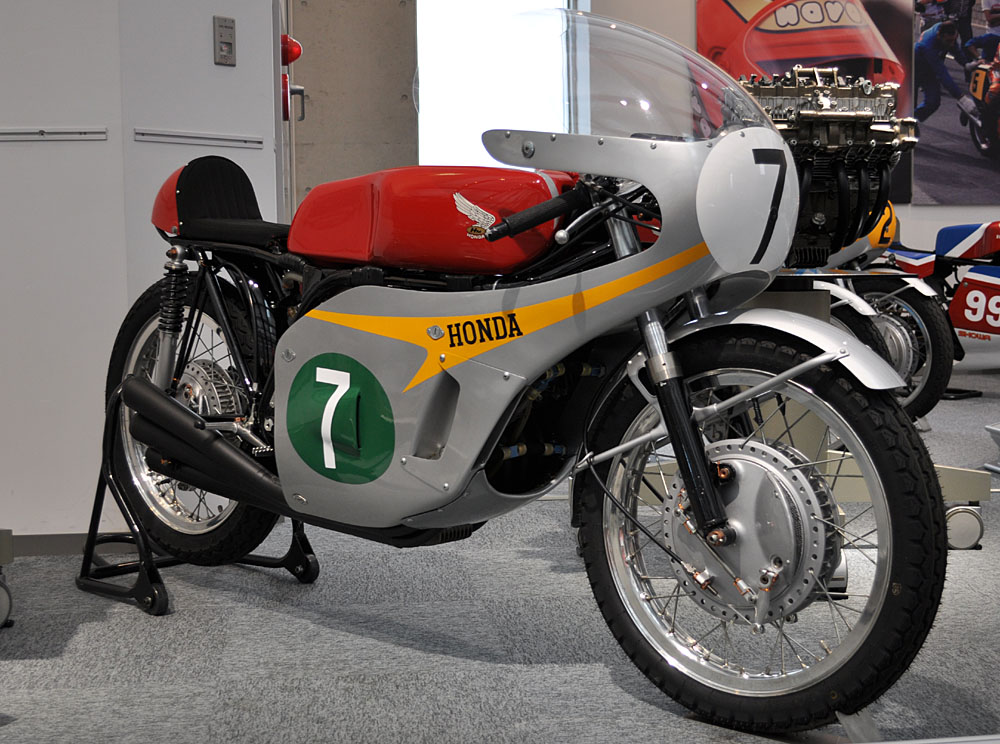
Honda RC 166

| Pos | Coureur           | Merk    | Tijd      | Punten |
| --- | ----------------- | ------- | --------- | ------ |
| 1   | Ralph Bryans      | Honda   | 54"04'1   | 8      |
| 2   | Phil Read         | Yamaha  | +4'2      | 6      |
| 3   | Heinz Rosner      | MZ      | +1 ronde  | 4      |
| 4   | Jack Findlay      | Bultaco | +2 ronden | 3      |
| 5   | Gyula Marsovszky  | Bultaco | +2 ronden | 2      |
| 6   | Rolf Schmid       | Bultaco | +3 ronden | 1      |
| 7   | G. Heuberger      | FKS     |           |        |
| 8   | Toni Gruber       | Bultaco |           |        |
| 9   | Martin Sicheneder | Bultaco |           |        |
| 10  | Lothar John       | Suzuki  |           |        |

| Coureur       | Merk   | Oorzaak         |
| ------------- | ------ | --------------- |
| Bill Ivy      | Yamaha | Versnellingsbak |
| Mike Hailwood | Honda  | Ontsteking      |

| Coureur          | Merk   | Oorzaak |
| ---------------- | ------ | ------- |
| Ron Grant        | Yamaha | [ 1 ]   |
| Yvon Duhamel     | Yamaha | [ 1 ]   |
| Frank Camillieri | Yamaha | [ 1 ]   |

| Coureur           | Merk         |
| ----------------- | ------------ |
| Malcolm Stanton   | Aermacchi    |
| Carlos Giró       | Ossa         |
| José Medrano      | Bultaco      |
| Bill Smith        | Kawasaki     |
| Brian Steenson    | Aermacchi    |
| Dave Simmonds     | Kawasaki     |
| Derek Woodman     | MZ           |
| Fred Stevens      | Hannah-Paton |
| Mick Chatterton   | Yamaha       |
| Tommy Robb        | Bultaco      |
| Gilberto Milani   | Aermacchi    |
| Akiyasu Motohashi | Yamaha       |
| Jyun Hamano       | Yamaha       |
| Ginger Molloy     | Bultaco      |

### Top tien tussenstand 250cc-klasse
| Pos | Coureur          | Merk    | Ptn |
| --- | ---------------- | ------- | --- |
| 1   | Ralph Bryans     | Honda   | 14  |
| 1   | Phil Read        | Yamaha  | 14  |
| 3   | José Medrano     | Bultaco | 4   |
| 3   | Heinz Rosner     | MZ      | 4   |
| 5   | Jack Findlay     | Bultaco | 3   |
| 5   | Ginger Molloy    | Bultaco | 3   |
| 7   | Gyula Marsovszky | Bultaco | 2   |
| 7   | Tommy Robb       | Bultaco | 2   |
| 9   | Carlos Giró      | Ossa    | 1   |
| 9   | Rolf Schmid      | Bultaco | 1   |

## 125cc-klasse
In Duitsland moest Hans Georg Anscheidt nog tijdens de ceremonie van de 50cc-race, die hij gewonnen had, vertrekken naar de start van de 125cc-race. Hij had daar de snelste start, maar werd al snel ingehaald door Bill Ivy en Phil Read met hun Yamaha's. In de bocht vóór start/finish vielen vier coureurs gezamenlijk: Ivy en Read en twee achterblijvers: Fritz Kohlar (MZ) en Francesco Villa (Montesa). Francesco Villa was de enige die gewond raakte: hij brak een sleutelbeen. Voor Ivy was deze valpartij zijn vierde in twee weken: Eerst tijdens de training van een internationale race in Brands Hatch, toen tijdens de training in Spanje, de training in Duitsland en de 125cc-race in Duitsland. Daar reed hij in de 250cc-race de snelste ronde, maar hij zakte later in de caravan van Mike Hailwood in elkaar, waarna hij enkele dagen in het ziekenhuis moest bijkomen. Door dit alles konden de Suzuki's toch de beste plaatsten pakken. Yoshimi Katayama won en Anscheidt werd tweede. Op één ronde achterstand werd László Szabó met een MZ derde.
| Pos | Coureur              | Merk    | Tijd      | Punten |
| --- | -------------------- | ------- | --------- | ------ |
| 1   | Yoshimi Katayama     | Suzuki  | 42"07'5   | 8      |
| 2   | Hans Georg Anscheidt | Suzuki  | +53'7     | 6      |
| 3   | László Szabó         | MZ      | +1 ronde  | 4      |
| 4   | Walter Villa         | Montesa | +1 ronde  | 3      |
| 5   | José Maria Busquets  | Montesa | +1 ronde  | 2      |
| 6   | Herbert Mann         | MZ      | +1 ronde  | 1      |
| 7   | Hartmut Bischoff     | MZ      | +1 ronde  |        |
| 8   | Jörg Seel            | Bultaco | +1 ronde  |        |
| 9   | Ginger Molloy        | Bultaco | +2 ronden |        |
| 10  | Giuseppe Visenzi     | Montesa | +2 ronden |        |

| Coureur         | Merk    | Oorzaak |
| --------------- | ------- | ------- |
| Barry Smith     | Bultaco |         |
| Bill Ivy        | Yamaha  | Val     |
| Phil Read       | Yamaha  | Val     |
| Francesco Villa | Montesa | Val     |

| Coureur        | Merk   | Oorzaak |
| -------------- | ------ | ------- |
| Jean-Guy Duval | Yamaha | [ 1 ]   |
| Ralph Swegan   | Yamaha | [ 1 ]   |
| Robert Lusk    | Yamaha | [ 1 ]   |
| Robert Messina | Yamaha | [ 1 ]   |
| Tim Coopey     | Yamaha | [ 1 ]   |

| Coureur             | Merk     |
| ------------------- | -------- |
| Kel Carruthers      | Honda    |
| Kevin Cass          | Bultaco  |
| Jürgen Lenk         | MZ       |
| Klaus Enderlein     | MZ       |
| Thomas Heuschkel    | MZ       |
| Walter Scheimann    | Honda    |
| José Medrano        | Bultaco  |
| Jean-Louis Vergnais | Bultaco  |
| Dave Simmonds       | Kawasaki |
| Jim Curry           | Honda    |
| Rex Avery           | EMC      |
| Stuart Graham       | Suzuki   |
| Giovanni Burlando   | Honda    |
| Akiyasu Motohashi   | Yamaha   |
| Hideo Kanaya        | Suzuki   |
| Isao Morishita      | Suzuki   |
| Yasuho Shigeno      | Suzuki   |
| Cees van Dongen     | Honda    |

### Top tien tussenstand 125cc-klasse
| Pos | Coureur              | Merk    | Ptn |
| --- | -------------------- | ------- | --- |
| 1   | Yoshimi Katayama     | Suzuki  | 12  |
| 2   | Bill Ivy             | Yamaha  | 8   |
| 3   | Hans Georg Anscheidt | Suzuki  | 6   |
| 3   | Phil Read            | Yamaha  | 6   |
| 5   | László Szabó         | MZ      | 4   |
| 6   | Stuart Graham        | Suzuki  | 3   |
| 6   | Walter Villa         | Montesa | 3   |
| 8   | José Maria Busquets  | Montesa | 2   |
| 8   | Francesco Villa      | Montesa | 2   |
| 10  | Herbert Mann         | MZ      | 1   |
| 10  | José Medrano         | Bultaco | 1   |

## 50cc-klasse
Ook in Duitsland won een Suzuki, maar Yoshimi Katayama viel al in de eerste ronde met motorpech stil. Stuart Graham en Hans Georg Anscheidt liepen snel weg van de rest van het veld en in de vijfde ronde passeerde Graham Anscheidt, om vervolgens ook stil te vallen. Anscheidt won de race, maar de tweede plaats was (met een ronde achterstand) voor Rudolf Schmälze met een Kreidler en de derde voor José Maria Busquets met een Derbi. De 50cc-race, toch populair in Duitsland, trok slechts 17 starters aan.

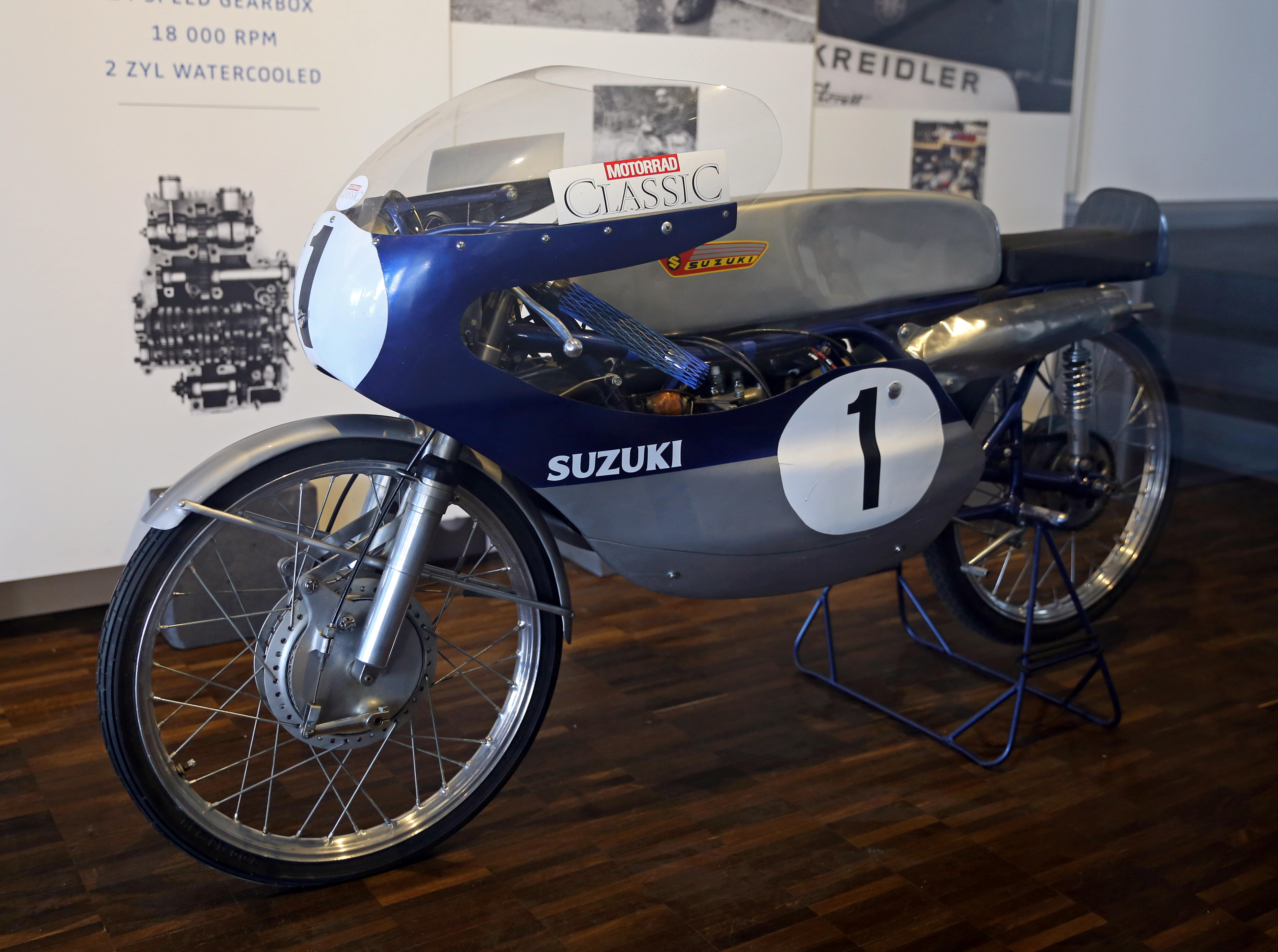
Suzuki RK 67

| Pos | Coureur              | Merk     | Tijd      | Punten |
| --- | -------------------- | -------- | --------- | ------ |
| 1   | Hans Georg Anscheidt | Suzuki   | 42"29'8   | 8      |
| 2   | Rudolf Schmälzle     | Kreidler | +1 ronde  | 6      |
| 3   | José Maria Busquets  | Derbi    | +2 ronden | 4      |
| 4   | Barry Smith          | Derbi    | +2 ronden | 3      |
| 5   | Dieter Gedlich       | Kreidler | +2 ronden | 2      |
| 6   | Winfried Reinhard    | Kreidler | +3 ronden | 1      |

| Coureur          | Merk   | Oorzaak    |
| ---------------- | ------ | ---------- |
| Stuart Graham    | Suzuki | Carburatie |
| Yoshimi Katayama | Suzuki | Motor      |

| Coureur           | Merk     |
| ----------------- | -------- |
| Ángel Nieto       | Derbi    |
| Benjamín Grau     | Derbi    |
| Juan Bordons      | Derbi    |
| Daniel Crivello   | Derbi    |
| Chris Walpole     | Honda    |
| Leslie Griffiths  | Honda    |
| Stan Lawley       | Honda    |
| Tommy Robb        | Suzuki   |
| Hiroyuki Kawasaki | Suzuki   |
| Mitsuo Akamatsu   | Suzuki   |
| Mitsuo Itoh       | Suzuki   |
| Aalt Toersen      | Kreidler |
| Paul Lodewijkx    | Jamathi  |

### Top tien tussenstand 50cc-klasse
| Pos | Coureur              | Merk           | Ptn |
| --- | -------------------- | -------------- | --- |
| 1   | Hans Georg Anscheidt | Suzuki         | 16  |
| 2   | Yoshimi Katayama     | Suzuki         | 6   |
| 2   | Rudolf Schmälzle     | Kreidler       | 6   |
| 4   | José Maria Busquets  | Derbi          | 4   |
| 4   | Benjamín Grau        | Derbi          | 4   |
| 6   | Juan Bordons         | Derbi          | 3   |
| 6   | Barry Smith          | Derbi          | 3   |
| 8   | Daniel Crivello      | Derbi          | 2   |
| 8   | Dieter Gedlich       | Kreidler       | 2   |
| 10  | Ángel Nieto          | Derbi          | 1   |
| 10  | Winfried Reinhard    | Reimo-Kreidler | 1   |

## Zijspanklasse
In Duitsland gingen Helmut Fath en zijn zwager Wolfgang Kalauch lang aan de leiding, maar dit keer begaf hun versnellingsbak het. Daardoor wonnen Klaus Enders/Ralf Engelhardt met de BMW. Georg Auerbacher/Eduard Dein werden tweede en Tony Wakefield/Graham Milton derde.
| Pos | Coureur            | Bakkenist         | Merk | Tijd    | Punten |
| --- | ------------------ | ----------------- | ---- | ------- | ------ |
| 1   | Klaus Enders       | Ralf Engelhardt   | BMW  | 39"04'2 | 8      |
| 2   | Georg Auerbacher   | Eduard Dein       | BMW  | +0'2    | 6      |
| 3   | Tony Wakefield     | Graham Milton     | BMW  | +55'9   | 4      |
| 4   | Siegfried Schauzu  | Horst Schneider   | BMW  |         | 3      |
| 5   | Barry Dungsworth   | Ron Wilson        | BMW  |         | 2      |
| 6   | Johann Attenberger | Josef Schillinger | BMW  |         | 1      |

| Coureur     | Bakkenist        | Merk | Oorzaak         |
| ----------- | ---------------- | ---- | --------------- |
| Helmut Fath | Wolfgang Kalauch | URS  | Versnellingsbak |

| Coureur          | Bakkenist     | Merk | Oorzaak |
| ---------------- | ------------- | ---- | ------- |
| Bertil Persson   | Berndt Äström | BMW  | [ 5 ]   |
| Ruben Bjarnemark | Lennart Rägmo | BMW  | [ 5 ]   |

| Coureur               | Bakkenist          | Merk |
| --------------------- | ------------------ | ---- |
| Hans Hänni            | Kurt Barfuss       | BMW  |
| Arsenius Butscher     | Armgard Neumann    | BMW  |
| Harald Wohlfahrt      | Heiner Vester      | BMW  |
| Heinz Luthringshauser | Hermann Hahn       | BMW  |
| Otto Kölle            | Rolf Schmid        | BMW  |
| Joseph Duhem          | François Fernandez | BMW  |
| Colin Seeley          | Ray Lindsay        | BMW  |
| Pip Harris            | John Thornton      | BMW  |
| Terry Vinicombe       | John Flaxman       | BSA  |

### Top acht tussenstand zijspanklasse
| Pos | Coureur            | Bakkenist         | Merk | Ptn |
| --- | ------------------ | ----------------- | ---- | --- |
| 1   | Georg Auerbacher   | Eduard Dein       | BMW  | 14  |
| 1   | Klaus Enders       | Ralf Engelhardt   | BMW  | 14  |
| 3   | Siegfried Schauzu  | Horst Schneider   | BMW  | 7   |
| 4   | Tony Wakefield     | Graham Milton     | BMW  | 4   |
| 5   | Otto Kölle         | Rolf Schmid       | BMW  | 3   |
| 6   | Barry Dungsworth   | Ron Wilson        | BMW  | 2   |
| 6   | Harald Wohlfahrt   | Heiner Vester     | BMW  | 2   |
| 8   | Johann Attenberger | Josef Schillinger | BMW  | 1   |

(Slechts acht combinaties hadden al punten gescoord)
1925 · 1926 · 1927 · 1928 · 1929 · 1930 · 1931 · 1933 · 1934 · 1935 · 1936 · 1937 · 1938 · 1939 · 1949 · 1950 · 1951 · 1952 · 1953 · 1954 · 1955 · 1956 · 1957 · 1958 · 1959 · 1960 · 1961 · 1962 · 1963 · 1964 · 1965 · 1966 · 1967 · 1968 · 1969 · 1970 · 1971 · 1972 · 1973 · 1974 · 1975 · 1976 · 1977 · 1978 · 1979 · 1980 · 1981 · 1982 · 1983 · 1984 · 1985 · 1986 · 1987 · 1988 · 1989 · 1990 · 1991 · 1992 · 1993 · 1994 · 1995 · 1996 · 1997 · 1998 · 1999 · 2000 · 2001 · 2002 · 2003 · 2004 · 2005 · 2006 · 2007 · 2008 · 2009 · 2010 · 2011 · 2012 · 2013 · 2014 · 2015 · 2016 · 2017 · 2018 · 2019 · 2021 · 2022 · 2023 · 2024 · 2025